# Harry Sheppard
Harry Sheppard (Worcester (Massachusetts), 1 april 1928 – 27 december 2022) was een Amerikaanse jazzmuzikant. Hij speelde vibrafoon en ook wel drums.

## Biografie
Sheppard, een autodidact, speelde in 1955 in New Jersey vibrafoon bij Mickey Sheen's Swing Travelers, waarmee zijn eerste opnames werden gemaakt ('Have Swing Will Travel', met Sonny Russo en Marty Napoleon). Later vertok hij naar New York, waar hij met Sol Yaged, Chubby Jackson, Cozy Cole en Stan Rubin werkte. Sheppard trad in 1958 vaak in de tv-show Art Ford’s Jazz Party op, waarin hij jazzgrootheden als Buck Clayton, Coleman Hawkins, Billie Holiday, Rex Stewart, Cootie Williams en Lester Young begeleidde. Begin jaren '60 speelde hij in het sextet van Benny Goodman en de groep van Mike Bryan. In 1978 nam hij in Sydney het album 'Harry Sheppard with the Sydney Jazztet' op, met David Glyde, Steve Murphy, Dave Ellis en Willie Qua. In datzelfde jaar maakte hij in New York een plaat met Ruby Braff ('Pretties', met John Bunch). Tot in de vroege jaren negentig nam hij meerdere albums onder eigen naam op. In de jazz nam hij de periode 1955-1997 deel aan 32 opnamesessies. Sinds 1985 leefde Sheppard in Houston.

## Discografie (selectie)
- A Close Encounter (Master Disk), met Bill Miller, Richard DeRosa, Armen Halburian
- Symbiotic (Evidence, 1982), met Bill Biller, Richard DeRosa, Muhammad Abdullah
- Viva Brasil (Justice, 1990), met Bob Chadwick, Erich Avinger, Steve Zirkel, Steve Allison, Kuko Miranda, Jus River, Mary Henson
- This-a-way, That-a-way (Justice, 1991), met Steve Masakowski, Mike Sunjka, Steve Bailey, Marvin Smitty Smith
- Points of View (Justice, 1992), met Steve Masakowski, Mike Sunjka, Steve Bailey, Marvin Smitty Smith, Bobby Thomas, Jr.